# Doppelelektrifizierung

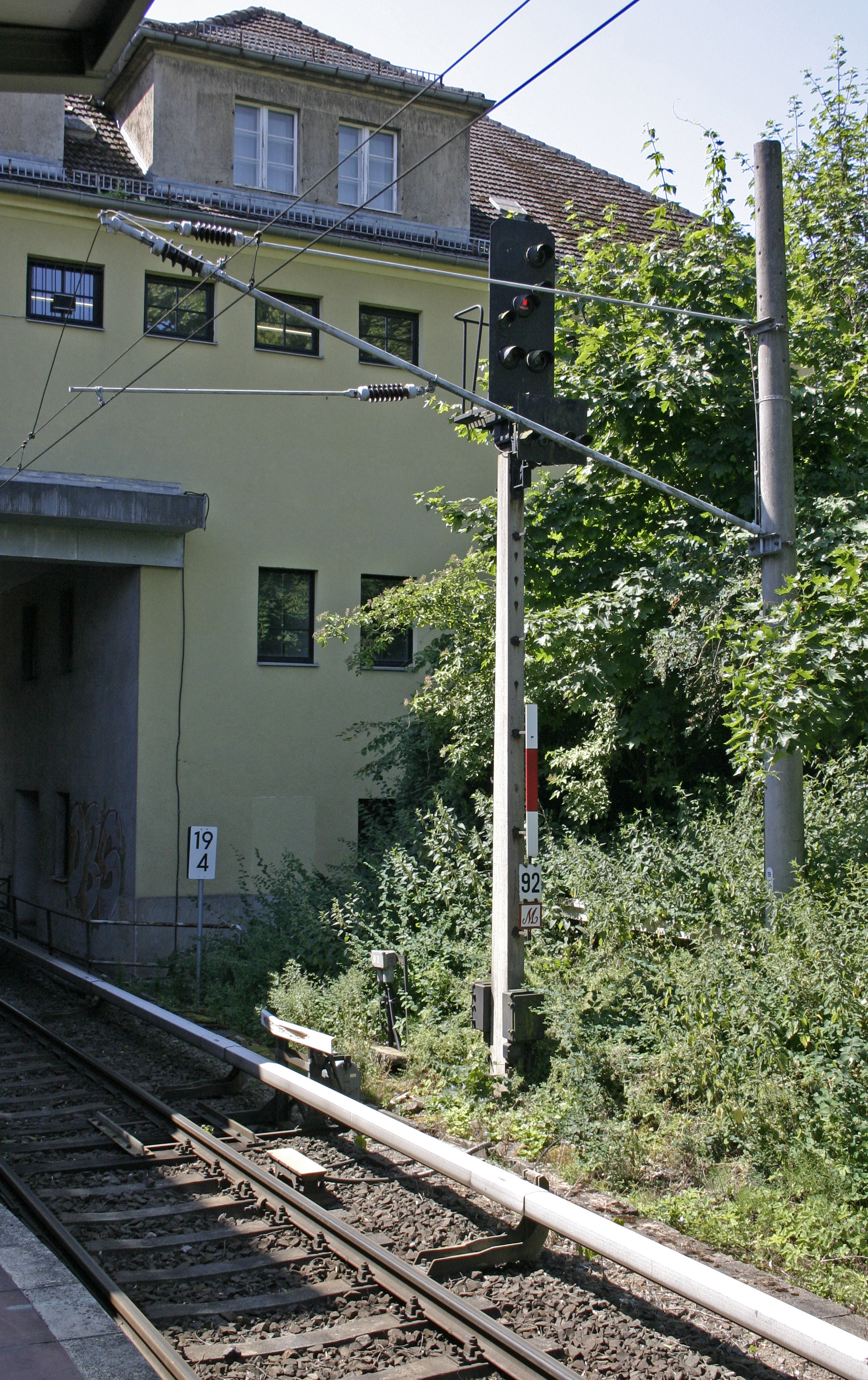
Bahnhof Birkenwerder (b Berlin): Das Gleis ist mit der Gleichstrom-Stromschiene der Berliner S-Bahn und der Wechselstrom-Oberleitung der Fernbahn elektrifiziert, 2015

Unter einer Doppelelektrifizierung versteht man die Ausrüstung einer Bahnstrecke mit Oberleitung und Stromschiene, um zum Beispiel eine gleichzeitige Nutzung für Fernzüge und Stadtschnellbahnen zu ermöglichen oder auch um eine Umstellung von Stromschienen- auf Oberleitungsbetrieb (und umgekehrt) zu ermöglichen. Letzteres war zum Beispiel bei der Hamburger S-Bahn zwischen 1940 und 1955 der Fall.
Eine Doppelelektrifizierung wird nur in Ausnahmefällen angewandt, da sie zu sehr großen Problemen mit der gegenseitigen Beeinflussung der Stromkreise führen kann. So kann durch den Spannungsabfall entlang der Fahrschiene Strom vom Stromschienensystem in das Oberleitungssystem (und umgekehrt) fließen. Ist eines dieser Systeme ein Gleich- und das andere ein Wechselstromsystem, kann es zu einer unerwünschten Gleichstromvormagnetisierung der Transformatoren in den Unterwerken des Wechselstromsystems kommen.
Nicht als Doppelelektrifizierung bezeichnet man Oberleitungen oder Stromschienen, bei denen eine Speisung je nach Bedarf mit verschiedenen Stromsystemen durchgeführt werden kann. Solche Anlagen findet man in Grenzbahnhöfen und Eisenbahn-Versuchsstrecken.